# روبيرت فلين
روبيرت فلين (بالإنجليزية: Robert Flint)‏ ‏(14 مارس 1838 – 25 نوفمبر 1910) هو عالم دين وفيلسوف إسكتلندي، وكانت له كذلك عدة مساهمات في علم الاجتماع.

## معرض الصور

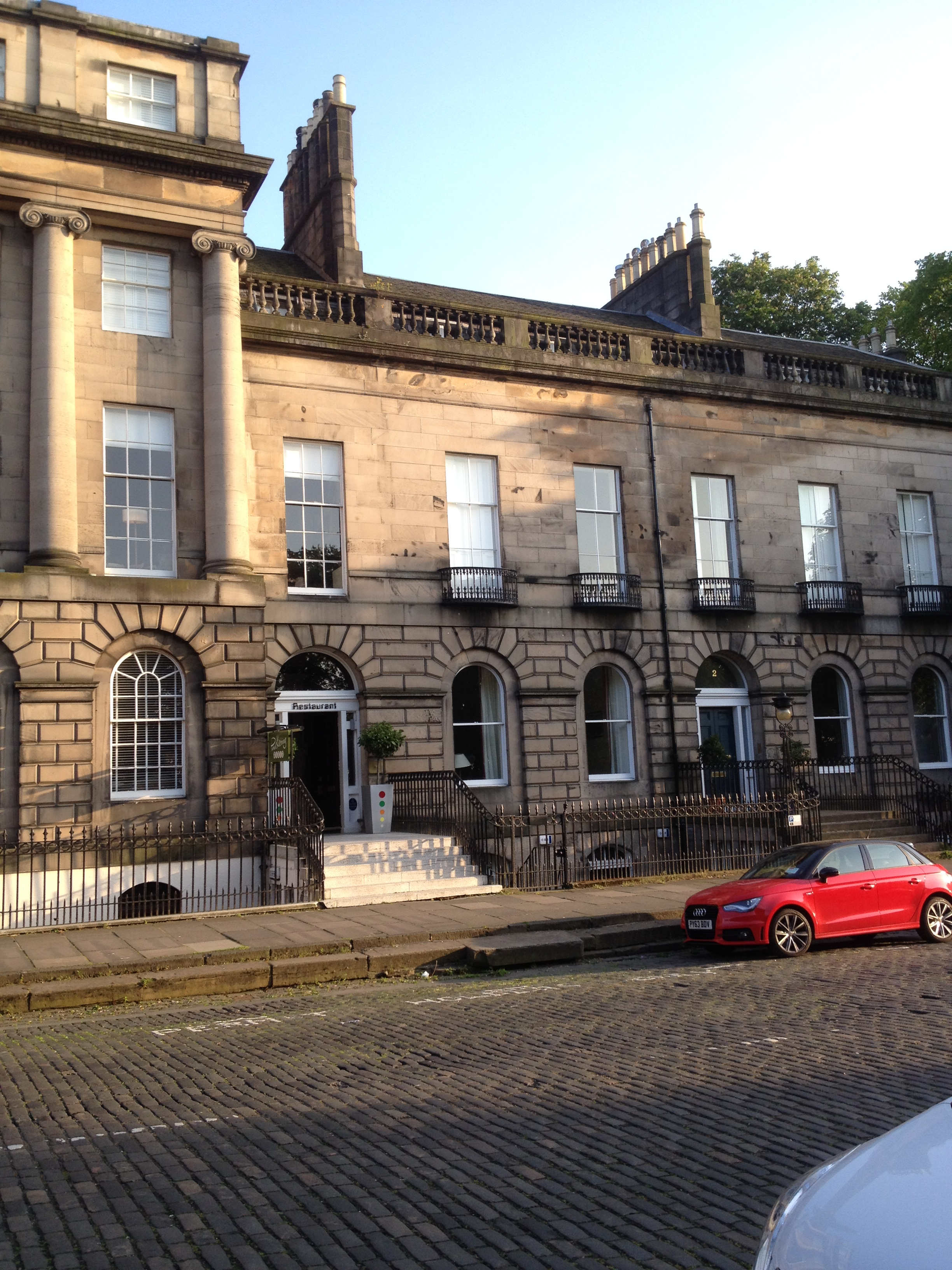
منزل فلينت في 3 رويال تيراس، إدنبرة
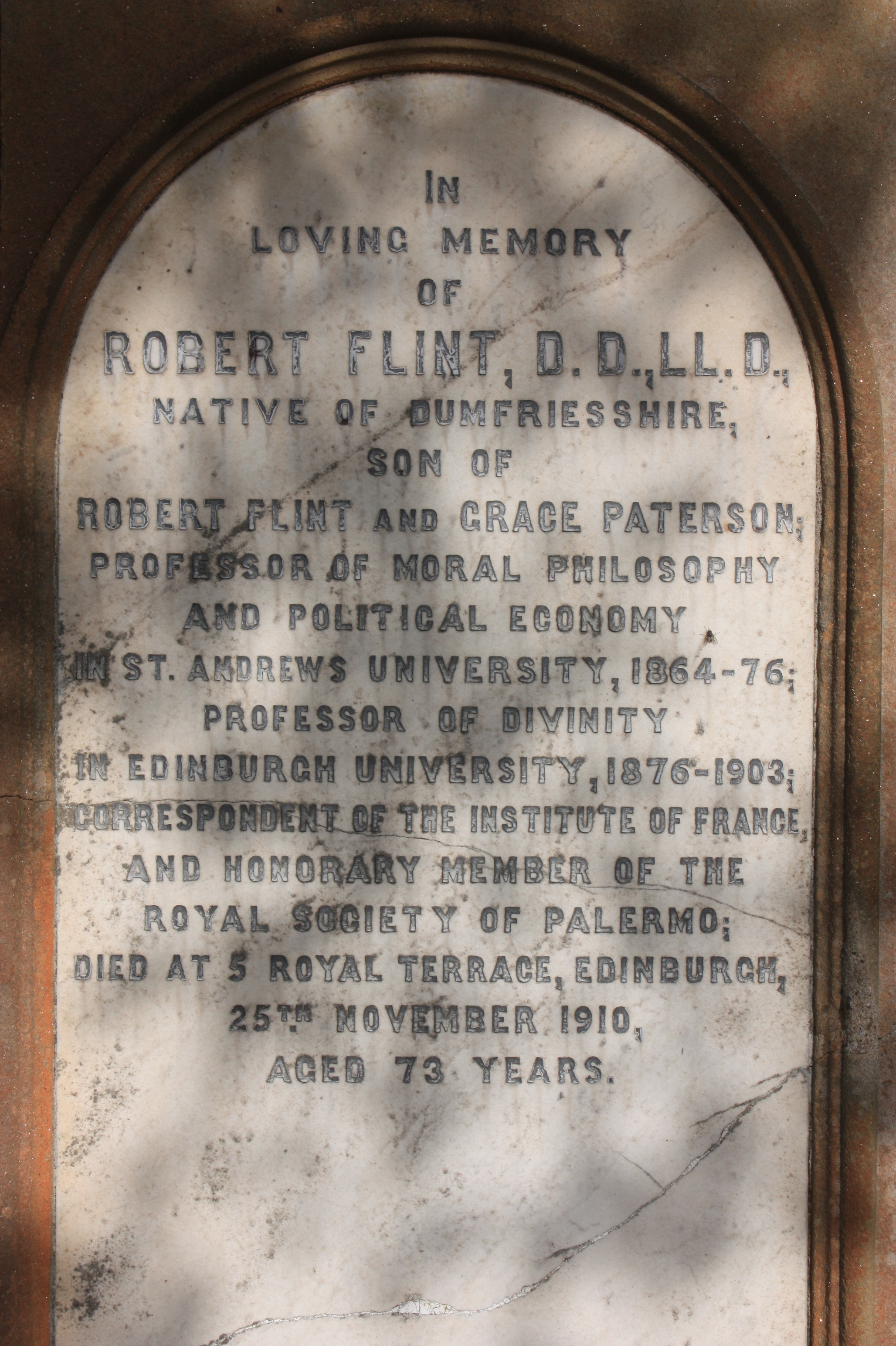
قبر البروفيسور روبرت فلينت، مقبرة ليبرتون، إدنبرة

## أعمال
- ملكوت المسيح على الأرض (1865) الخطب
- فلسفة التاريخ في فرنسا وألمانيا (1874)
- التوحيد (1877) محاضرات بيرد 1876/7
- نظريات مناهضة للتوحيد (1879) محاضرات بيرد 1876/7
- فيكو (1884)
- الفلسفة التاريخية في فرنسا (1894)
- الاشتراكية (1894)
- المواعظ والعناوين (1899)
- اللاأدرية (1903)
- الفلسفة كعلماء علميين (1904)